# Bernhard Hübler
Bernhard Hübler, född 25 maj 1835 i Cottbus, död 19 april 1912 i Berlin, var en tysk jurist. 
Hübler var praktiserande jurist 1859–68, blev privatdocent 1865, extra ordinarie professor vid Berlins universitet 1868, ordinarie professor vid Freiburgs universitet 1869 och i Berlin (i kyrkorätt) från 1880. Han utgav arbeten särskilt i kyrkorätt och folkrätt samt varit verksam inom den kyrkliga förvaltningen bland annat som Konsistorialrat i preussiska kultusministeriet 1870 och Geheimeoberregierungsrat 1875–80.